# Мирзоев, Ариф Абдулла оглы
Ариф Абдулла оглы Мирзоев (азерб. Arif Abdulla oğlu Mirzəyev; род. 10 апреля 1944) — советский, российский, азербайджанский композитор, органист и пианист, заслуженный артист Азербайджана (2011).
Основоположник азербайджанской религиозно-мемориальной органной и полифонической музыки, а также жертвенной музыки древнего ислама. Мастер полистилистики в современной музыке.
Дважды был номинирован на соискание Государственной премии Российской Федерации за 2000 и 2002 годы в области искусства. Специалист в области музыки И. С. Баха, одновременно являясь пропагандистом его творчества. Член Союзов композиторов России и Азербайджана с 1979 года, член «Нового международного музыкального общества им. И. С. Баха», Германия, Лейпциг, 1994 год.
Ариф Мирзоев является одним из донаторов органной Библиотеки им. Робина Лэнгли.

## Биография
Ариф Мирзоев родился в г. Баку в семье с глубокими музыкальными традициями. Композиторскому мастерству Мирзоев обучался в Азербайджанской государственной консерватории им. У. Гаджибекова в классе Кара Караева. В Московской консерватории им. П. И. Чайковского дважды стажировался по теории и истории органного искусства у Н. Малиной, исполнительскому органному мастерству — у С. Дижура. Творческую деятельность Ариф Мирзоев сочетал с педагогической.
Среди исполнителей произведений А. Мирзоева лауреаты международных конкурсов: Е. Авраменко, Х. Альбрехт, Ф. Бадалбейли, Н. Гаврилова, Н. Гулиева, Н. Гуреева, Л. Дедова, Д. Зарецкий, Л. Коган, М. Макарова, А. Марков, А. Севидов, А. Слободяник, А. Фисейский, А. Хоросиньский, Н. Яшвили.
В 1994 году награжден медалью «Бах-хауза» в Айзенахе «Наследники Иоганна Себастьяна Баха» за вклад в мировую «бахиану».

## Известные произведения
- «Хорал и классическая фуга» для органа соло — 1963
- Фортепианный цикл 24 прелюдии — 1966—1989
- Струнный квартет для двух скрипок, альта и волончели- 1978
- Соната для скрипки и фортепиано «Лейпцигская» — 1969
- Джазовое концертино для двух роялей — 1981
- Сольная «Органная Симфония памяти И. С. Баха» — 1984 (к 300-летию Баха)
- Исламская траурная месса «Январские пассионы» — 1992 (памяти жертв январской трагедии в Баку)
- Колыбельная детям Ходжалы -жертвам Карабаха для органа соло — 1996
- «Сарабанда принцессе Диане» для органа соло — 1997
- «Нью-Йоркские пассионы» для камерного оркестра — 2001 (памяти жертв Нью-Йоркской трагедии 11 сентября 2001 года)
- Молитвы печали Великому Президенту для скрипки и органа (памяти Президента Азербайджана Гейдара Алиева) — 2004
- Вторая органная симфония «Узеир Гаджибеков» — 2008
- Третья камерная симфония для струнного оркестра — 2008
- Четырехголосная фуга к Органной фантазии g-moll И.С. Баха -2011
- Торжественный почетный Гимн, посвященный 50-летию Президента Азербайджана Ильхама Алиева для симфонического оркестра - 2011
- "Адажио Низами Гянджеви-875" для органа соло - 2016

## Творческая концепция
Основой творческой концепции Арифа Мирзоева является открытие «полистилистики в области неоренессансной музыки Востока и Запада», суть которой заключается в воссоединении ладовой музыки восточного возрождения — мугамата, европейского барокко и немецкой классической полифонии, а также духовной музыки различных религиозных конфессий — ислама, протестантской и католической музыки.
Мирзоев также автор большого количества камерно-инструментальной вокальной и джазовой музыки.

## Премьеры
- Большой зал Московской консерватории им. П. И. Чайковского, Москва, СССР, 1985
- Николаевский костёл (Киев). Дом органной и камерной музыки, Киев, Украина, 1986
- Московская государственная академическая филармония. Концертный зал им. П. И. Чайковского, Москва, СССР, 1987
- Церковь Святого Николая (Таллин), Таллин, Эстония, 1987
- Калининградская областная филармония, Калининград, СССР, 1987
- Церковь Святого Матьяша, Будапешт, Венгрия, 1987
- Радио «MDR», Лейпциг, Германия, 1994
- Дом органной и камерной музыки. Немецкая кирха, Баку, Азербайджан, 1994
- Собор Сент-Джайлс, Эдинбург, Шотландия, 1996
- Вестминстерское аббатство, Лондон, Великобритания, 1996
- Собор Непорочного Зачатия Пресвятой Девы Марии (Москва), Москва, Россия, 2002
- Католическая церковь «Элизабеткирхе», Фульда, Германия, 2007
- Бакинская музыкальная академия, Большой зал, Баку, Азербайджан, 2008
- Стокгольмская ратуша, Голубой зал, Стокгольм, Швеция, 2009
- Санкт-Петербургская филармония им. Д. Д. Шостаковича, Большой зал, Санкт-Петербург, Россия, 2009
- Церковь св. Николая, Международный музыкальный фестиваль Лейпцигская органная осень, Лейпциг, Германия, 2010
- Церковь Святого Петра (Мюнхен), Мюнхен, Германия, 2012
- Габалинский музыкальный фестиваль, Габала, Азербайджан, 2014
- Концертный зал Азербайджанской государственной музыкальной академии имени Узеира Гаджибекова, Баку, Азербайджан, 2014. Юбилейный авторский концерт симфонической  музыки.
- Дом органной и камерной музыки. Немецкая кирха, Баку, Азербайджан,2014. Юбилейный авторский концерт органной и вокальной музыки.
- Собор Непорочного Зачатия Пресвятой Девы Марии (Москва),Россия, 2015. Юбилейный авторский концерт органной музыки.
- Международный музыкальный фестиваль, посвященный Узеиру Гаджибекову. Дом органной и камерной музыки. Немецкая кирха, Баку, Азербайджан,2016
- Центр мировой музыки, Хильдесхайм, Германия, 2016

В октябре 2008 г. А. Мирзоев сыграл сольный органный концерт в г. Баку, открыв год германской культуры в Азербайджане.
В российской и западноевропейской прессе крупные музыканты (профессор и органист А. Котляревский, дирижёр профессор Курт Мазур, композитор-авангардист Удо Циммерман) называют Арифа Мирзоева «Иоганн Себастьян Бах Востока», а также крупным мастером мемориальной музыки, откликающимся на мировые трагедии.

## Награды
- Заслуженный артист Азербайджана (4 июля 2011 года) — за достижения в области науки, культуры, искусства, журналистики, физической культуры и спорта, заслуги в развитии азербайджанской диаспоры[2].